# Lago Valcuca
Il lago Valcuca è un lago montano situato in alta valle Gesso (CN). 

## Descrizione
Lo specchio d'acqua è un lago naturale, posto in una conca alpestre dominata da cime rocciose che superano i 3000 metri. Viene alimentato dalla fusione della neve e dalle valanghe. Il lago fa parte del Parco naturale delle Alpi Marittime.

## Accesso
Il lago di Valcuca può essere raggiunto per un sentiero piuttosto impegnativo (difficoltà: EE - Escursionisti Esperti) che si stacca dalla stradina di fondovalle del Vallone di Valasco.

## Fauna
In prossimità del lago si possono incontrare esemplari di stambecco ed esemplari di camoscio.